# Klaus Mehle
Klaus Mehle (* 31. März 1940 in Müncheberg; † 29. Februar 2020) war ein deutscher Politiker (SPD) und thüringischer Landtagsabgeordneter.

## Leben und Wirken
Mehle war verheiratet und hatte ein Kind. Nach einer Berufsausbildung besuchte er ab 1958 drei Jahre lang eine Fachschule für Landwirtschaft, wo er 1961 und 1962 als Assistent arbeitete. Anschließend absolvierte er bis 1965 ein Studium für Landwirtschaft und bekleidete danach verschiedene Leitungstätigkeiten in landwirtschaftlichen Betrieben. Mehle gehörte der DDR-Blockpartei NDPD von 1962 bis 1969 an. Von 1990 bis 1999 saß er für die SPD im Thüringer Landtag. Nach seinem Ausscheiden war er im Sozialverband VdK Nordthüringen tätig. Er gehörte dem Gemeinderat Oldisleben an.